# Olympische Winterspiele 1980/Teilnehmer (Libanon)
| Gelbes Symbol für Goldmedaillen mit stilisierten Olympischen Ringen | Graues Symbol für Silbermedaillen mit stilisierten Olympischen Ringen | Braundes Symbol für Bronzemedaillen mit stilisierten Olympischen Ringen |
| ------------------------------------------------------------------- | --------------------------------------------------------------------- | ----------------------------------------------------------------------- |
| —                                                                   | —                                                                     | —                                                                       |

Der Libanon nahm an den Olympischen Winterspielen 1980 in Lake Placid mit drei alpinen Skirennläufern (2 Herren, 1 Dame) teil. Der Skirennläufer Edward Samen wurde als Fahnenträger für die Eröffnungsfeier ausgewählt, nahm aber nicht an den Wettkämpfen teil.

## Teilnehmer nach Sportarten

### Ski Alpin
| Damen: - Farida Rahmeh Abfahrt: 27. Platz Riesenslalom: 34. Platz Slalom: 19. Platz | Herren: - Naji Heneine Riesenslalom: 53. Platz Slalom: 35. Platz - Sami Rebez Riesenslalom: DNF Slalom: DNF |